# スタジオジブリ
株式会社スタジオジブリ（英: STUDIO GHIBLI INC.）は、日本のアニメーション制作会社。日本動画協会準会員。日本テレビホールディングスおよび日本テレビ放送網の子会社。通称「ジブリ」。長編アニメーション映画の制作を主力事業としている。
1990年代中期以降は、短編アニメーション映画の制作および実写映画の企画、日本国外のアニメーションの公開やDVDの販売、小冊子『熱風』の発行を行う出版事業や音楽事業、加えて三鷹の森ジブリ美術館への展示物定期制作など、関連事業は多岐にわたる。また、他社テレビ作品の動画グロスも請け負っている。

## 歴史

### ナウシカのヒット
1981年頃、『となりのトトロ』『もののけ姫』『風の谷のナウシカ』『天空の城ラピュタ』などの原型となるオリジナル企画を構想し、劇場版アニメの企画の持ち込みを行っていたが実現には至らなかった。
宮崎駿の才能に惚れ込んでいた鈴木敏夫（当時『アニメージュ』誌編集者）は、『風の谷のナウシカ』の企画を徳間書店の企画会議に持ち込んだ。しかし、「原作のない作品などヒットしない」という理由で却下された。『アニメージュ』誌編集長・尾形英夫と鈴木は、「漫画連載することで原作にしよう」と考案、同誌の1982年2月号より『風の谷のナウシカ』の連載が始まり、やがて多くのファンを得ていく。
ナウシカのアニメ化は当初、自社イベントのための短編作品として企画された。企画は短編のはずだったが次第に拡大していき、尾形の尽力もあって、映画事業に意欲的だった徳間書店の社長徳間康快が劇場アニメーション化を決断し、1984年に製作・公開され、91万5000人を動員して、時代の流行にも合致してヒット作となった。

### 徳間書店の子会社として設立
1985年6月15日、ナウシカのヒットを受けて、東映アニメーション出身の原徹が設立したトップクラフトを前身に、徳間書店の出資によって子会社として株式会社スタジオジブリ設立。
当時の同社社長である徳間康快が、初代代表取締役社長に就任した。ただし、実質的な経営財務責任者はトップクラフトに引き続き原のままであった。当時はスタジオジブリ関連書籍の大半が徳間書店から出版され、同社の他メディア展開推進の中核的存在でもあった。
設立当初からしばらくの間は、映画の興行収入が水物であることを鑑みて、いつでも終わりにできるよう社員の雇用はせず、作品ごとに70人ほどのスタッフを集めて完成すると解散する方式を取っていた。アニメーターは他社同様に業務委託契約による歩合制で、場所も吉祥寺の貸しビルのワンフロアーだった。
1986年8月に公開された『天空の城ラピュタ』は、77万4000人を動員、興行収入11.6億円、配給収入5億8300万円となった。興行的には今一歩だったが、観客満足度調査は97.7%と非常に高く、ビデオソフト化による販売は好調であった。

### 苦しい経営状況
1988年4月16日、宮崎駿の『となりのトトロ』と、高畑勲の『火垂るの墓』が2本立てで同時公開された。この2本は同時期に作られ、近藤喜文などの有能なスタッフを取り合う事態になるなど、制作現場は大変な状態に陥った。
徳間社長は、スタジオに顔を出すことは滅多になく、基本的には現場に任せていた。しかし、「ナウシカの映画化」「ジブリの設立」を決断したり、作風が地味だった『となりのトトロ』『火垂るの墓』の2本立ての決断をしたのも、徳間社長の働きがあった。
公開時期がサマー・シーズンではなかったこともあり、封切の動員数は80万人、興行収入11.6億円、配給収入5億8300万円と興行成績はいまひとつだった。しかし、『となりのトトロ』はこの年の日本国内の映画賞を総ナメにし、『火垂るの墓』も文芸映画として大絶賛され、ジブリの名を高めることに成功した。
しかし、ナウシカ以降は興行収入が落ち続けており、経営的には厳しい状態が続いた。しかし、「興行収入にこだわらない」という出資者である徳間書店による理解があったことや、ぬいぐるみ会社の営業から作られた「トトロのぬいぐるみ」が大ヒットするなどグッズが好評だったこともあり、制作費の一部を補填することができ、なんとか経営を存続することが出来た。

### 日本での大ヒット
1989年公開の『魔女の宅急便』では、プロデューサーである鈴木の尽力によって日本テレビの支援が得て、広告宣伝に力を入れたことで大ヒットとなる。それを機に、宮崎駿の提案によってスタッフの社員化と固定給の導入、新人の定期採用と育成という方針に転換し、スタジオの安定経営のために、宣伝にも積極的に取り組むようになった。
同年7月の映画公開のタイミングで発売された『アニメージュ』に、研修生採用試験の募集広告を掲載。一次試験はオリジナルの企画書による書類選考、二次試験は宮崎と高畑勲の設問による記述式で東京都で行われた。合格者のうち、10月に入社した者は1期生、1990年に入社した者は2期生と数えられ、1期生には小西賢一や村田和也、2期生には安藤雅司や笹木信作、吉田健一らがいる。また、細田守もこの試験を受けており、結果は不合格だった。この研修制度はこの1回限りで終了し、その役割は1995年と1998年に開催された東小金井村塾に引き継がれた。

### 徳間書店に合併後、再び独立
1997年に、徳間書店の社内カンパニー導入により一旦は徳間書店に吸収合併されるが、2005年に宮崎、高畑、鈴木敏夫が取締役である株式会社スタジオジブリが、過去の作品も含めたスタジオジブリ作品の営業権を、100億円から200億円の対価で徳間書店から譲渡されることで、再び分離・独立する。

### 制作部門の解体
2014年に制作部門を解体し、一時アニメーション制作から撤退。以降、会社本体は存続させるが、主な事業形態を三鷹の森ジブリ美術館の運営管理や作品関連グッズや版権の管理事業に移行し、新たに作品制作に動き出す際に再びスタッフを集めるという体制となる。

## 沿革

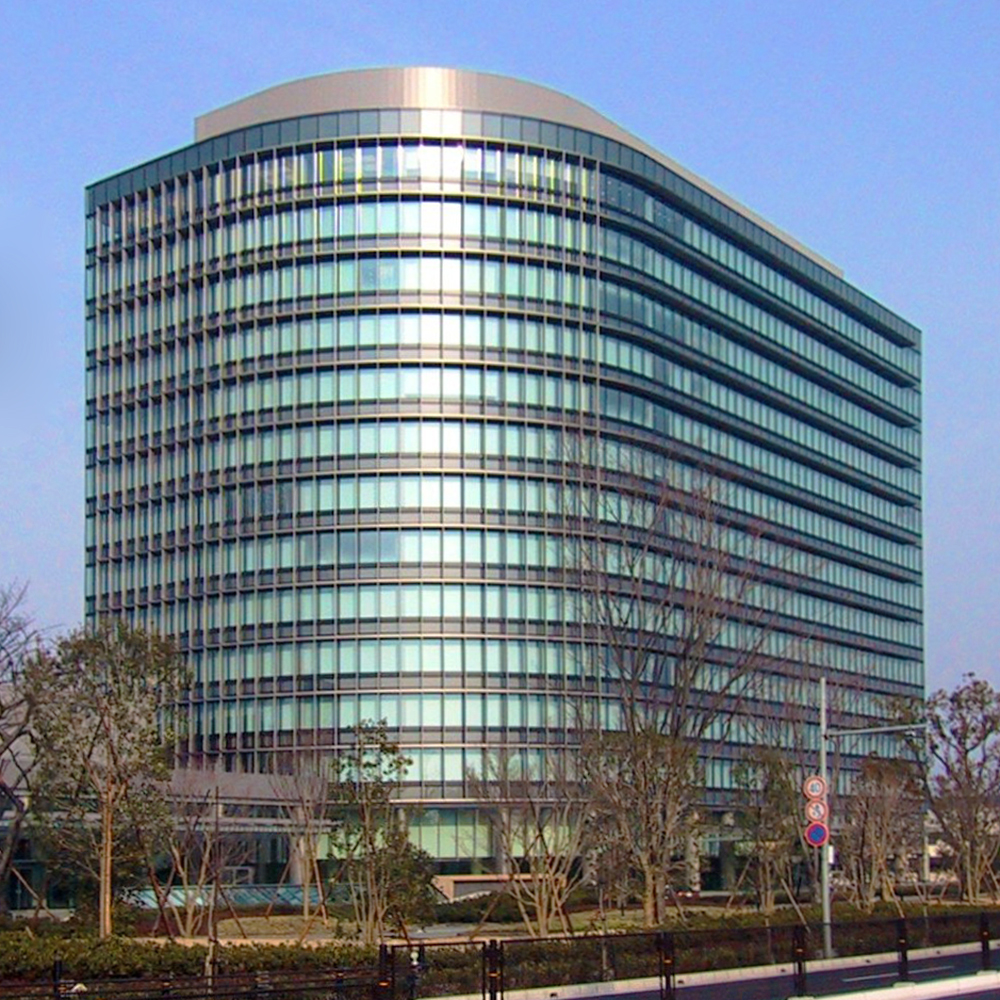
2009年から2010年まで西ジブリが開設されていた、トヨタ自動車の本社ビル

### 1980年代
- 1985年6月15日 - 株式会社スタジオジブリ設立。当初の場所は、吉祥寺駅付近の4階建ての第2井野ビルの2階。
- 1987年 - スプリングハウスが完成し、同ビル2階に第2スタジオが入居する[12]。
- 1989年10月 - 徳間書店を退社した鈴木が、スタジオジブリ専従の制作部長に就任。
- 1989年11月 - スタッフの社員・常勤化、研修生制度、定期新人採用の開始。

### 1990年代
- 1991年 - 宮崎の新スタジオ建設案で、経営方針の対立が勃発。原が常務を辞任して退社し、後任に鈴木が就任。
- 1992年 - 東小金井駅付近に、宮崎設計でジャストホームの清川実が請け負った地上3階地下1階の新社屋が完成。
- 1997年 - 経営悪化した徳間書店の収益確保の一環で徳間書店に吸収合併され、株式会社スタジオジブリは解体。徳間書店の社内カンパニー株式会社徳間書店スタジオジブリ・カンパニーに改組。同年『もののけ姫』完成後、宮崎が退社。
- 1999年 - 徳間書店が事業部制を導入し、株式会社徳間書店スタジオジブリ事業本部に改称。さらに、宮崎がスタジオジブリ所長として復帰。

### 2000年代
- 2004年 - 株式会社徳間書店スタジオジブリ事業本部を、有限会社スタジオジブリに分割。
- 2005年 - 徳間書店からの分離・独立により[4][10]、組織形態を有限会社から株式会社へ変更[13]。株式会社スタジオジブリが、株式会社徳間書店スタジオジブリ事業本部の業務すべてを継承。鈴木が代表取締役社長に、宮崎とスティーブン・アルパートがそれぞれ取締役に就任した。
- 2008年 - 鈴木が社長を退任し、代表権を持つプロデューサーに就任。後任の代表取締役社長には、元ウォルト・ディズニー・ジャパン社長の星野康二が就任した。
- 2009年 - トヨタ自動車[注 6]本社内に、新スタジオとして西ジブリを開設[14][15]。

### 2010年代
- 2010年 - 西ジブリを閉鎖。
- 2014年 - 制作部門の解体を発表。社内では、年内をもって制作部門スタッフ全員の退職が発表される[16]。
- 2015年 - 第20回釜山国際映画祭において、アジア映画人賞を受賞[17]。
- 2017年 - 宮崎の新作長編アニメーション映画の本格的な始動にともなう制作部門の活動再開、および新人スタッフの募集開始を発表。代表取締役社長に三鷹の森ジブリ美術館館長を務めていた中島清文が就任し、2008年から社長を務めていた星野は代表取締役会長に就任した[18]。同時に宮崎の長編アニメーション映画『君たちはどう生きるか』と、宮崎吾朗のテレビアニメーション『アーヤと魔女』を2本同時で制作していることを発表[19]。
- 2018年 - マンマユート団を吸収合併。
- 2019年 - 中日新聞社と共同で、ジブリパークの管理運営を担う株式会社ジブリパークを設立[20]。

### 2020年代
- 2021年 - 新型コロナウイルス禍に対応するため、社長の中島が退任し、三鷹の森ジブリ美術館の専従の総責任者として第2代館主に就任[21]。会長の星野が社長を兼任することとなった[21]。同美術館の設立時から館主であった宮崎は、名誉館主となった[21]。
- 2023年3月 - 星野が会長兼社長を退任し、鈴木が社長に復帰[22]。星野は6月末をもって退社した。
- 2023年9月 - 日本テレビホールディングス子会社の日本テレビ放送網が、スタジオジブリを子会社化することが発表された。同年10月6日付けでの株式取得および同月30日のスタジオジブリ株主総会決議をもって、日本テレビ放送網の福田博之が代表取締役として就任し、鈴木は代表取締役議長、宮崎は取締役名誉会長となる[23]。
- 2023年10月 - 日本テレビ放送網の子会社となり、これに伴い福田社長、鈴木議長の体制となる[23]。
- 2024年 - 第77回カンヌ国際映画祭において、名誉パルム・ドールを受賞[24][25]。

## 名称
「スタジオジブリ」の名称は、サハラ砂漠に吹く熱風に由来しており、第二次世界大戦中のイタリアのカプローニの偵察爆撃機の名称でもある。
スタジオジブリのマークは、『となりのトトロ』に登場するトトロが描かれている。また、スタジオジブリの第2レーベルで実写映画部門の「スタジオカジノ」の名称は、スタジオの所在地である梶野町から命名された。
2005年の徳間書店傘下からの独立に際して、「ジブリ」の名称を徳間書店から買い取らなければならなくなった。宮崎駿が買い取りに消極的な姿勢を示して鈴木敏夫もそれに同意し、新しい名称として宮崎が「シロッコ」という案を出したが、社内での評判がよくなく、結局「ジブリ」の名称を継続することとなった。

## レーベル

### 映画
スタジオジブリ
1985年の株式会社スタジオジブリの設立とともに発足したレーベル。自社で制作した長編アニメーション映画を手がけており、同社を代表するレーベルの1つである。
スタジオカジノ
株式会社スタジオジブリの第2レーベルとして設立された。設立当初は、スタジオジブリが従来手がけてこなかった実写分野を中心に活動していたが、のちにアニメーション分野にも進出している。
スタジオギブリ
『ギブリーズ』および『ギブリーズ episode2』に登場する架空のアニメーション制作会社。スタジオギブリのマークは、スタジオジブリのマークと大抵は同様のデザインだが、同作に登場する野中くんが描かれている。また、同作のエンドロールでは「製作 スタジオギブリ」と表記されている。
三鷹の森ジブリ美術館ライブラリー
2007年に、株式会社スタジオジブリと財団法人徳間記念アニメーション文化財団により設立されたレーベル。徳間記念アニメーション文化財団傘下の三鷹の森ジブリ美術館により運営されており、他社が制作した映画の公開およびDVDの販売を行っている。主に日本国外のアニメーションを担当しており、宮崎駿や高畑勲の推薦などに基づき、三鷹の森ジブリ美術館が作品を選定している。

### ビデオ
ジブリがいっぱいCOLLECTION
1996年に、ウォルト・ディズニー・カンパニー並びに日本法人のウォルト・ディズニー・ジャパンの間で、日本国内でのスタジオジブリ作品のビデオの販売および海外でのスタジオジブリ作品配給に関わる事業提携を締結した。これにともない、ジブリがいっぱいCOLLECTIONのシリーズが創設され、1997年発売の『となりのトトロ』より、VHSビデオの販売をウォルト・ディズニー・ジャパンが行うようになった。
また、2001年からはDVD版、2009年からはBlu-ray Disc版のパッケージ展開も開始している。発売時のテレビCMなどの宣伝についても、ウォルト・ディズニー・ジャパンが行う。なお、販売・レンタル店向け営業はウォルト・ディズニー・カンパニーと提携関係にあるポニーキャニオンが行っている。
2023年以降における日本国内でのスタジオジブリ作品のビデオの販売は、タッチストーン・ピクチャーズ作品、ハリウッド・ピクチャーズ作品、ミラマックス作品と同様、ウォルト・ディズニー・スタジオの映像レーベルとして取り扱っており、厳密にはディズニー作品とは異なる。
2024年に、ハピネットの子会社であるハピネット・メディアマーケティングとライセンス契約を締結し、同年10月より、ウォルト・ディズニー・ジャパンとのビデオソフトの製造・販売事業を、ハピネット・メディアマーケティングに移管した。これにともない、ポニーキャニオンは9月まで販売を担当した。
これ以前に発売された『耳をすませば』までのVHSビデオは、「TOKUMA VIDEO」のレーベルで徳間書店が発売元、販売元は徳間ジャパンコミュニケーションズが担っていた。徳間書店によって発売されたスタジオジブリの旧作品についても、ジブリがいっぱいCOLLECTIONシリーズとして、VHSビデオおよびDVDで順次発売されている。DVDとBlu-ray Discについては、本編以外に絵コンテ集などの特典映像が収録されたディスクを含んだセルパッケージで発売されるタイトルがある。なお、レーザーディスクにおいては、徳間書店との関係が継続されたため、1998年発売の『もののけ姫』については徳間書店からの発売・販売となった。
また、『火垂るの墓』については著作権の権利を新潮社と原作者の野坂昭如が保有している事情から、DVD版は2000年にワーナー・ホーム・ビデオから発売された。ディズニーとしての発売はワーナー・ホーム・ビデオと新潮社との契約が終了した後の2008年になると同時に、同作品もジブリがいっぱいCOLLECTIONシリーズに組み込まれた。
「スタジオジブリ」の名を冠したレーベルではあるが、『ルパン三世 カリオストロの城』や『じゃりン子チエ』などのスタジオジブリ以外の宮崎・高畑監督作品もラインナップに組み込まれている。

#### ジブリライブラリー
ジブリ学術ライブラリー
過去に放送されたドキュメンタリー番組や、過去に公開されたノンフィクション映画のビデオを販売するレーベル。他社が制作した作品が中心である。
ジブリCINEMAライブラリー
他社が制作した映画のビデオを販売するレーベル。三鷹の森ジブリ美術館ライブラリーに移管された作品もある。

### 音楽
スタジオジブリレコーズ
徳間ジャパンコミュニケーションズと提携して設立したレーベル。主に、スタジオジブリ作品のサウンドトラックと主題歌を含んだアルバムCDをリリースしている。以前は、「アニメージュレコード」のレーベルで事業を行っていた。2006年の『ゲド戦記』より、主題歌制作とシングルCD販売についてはヤマハミュージックコミュニケーションズに移管された。

### 出版
文春ジブリ文庫
2013年から2019年に計43冊が刊行。オリジナル出版の作品論『ジブリの教科書』、宮崎や高畑、大塚康生の著作やシネマ・コミックの改訂新版が出版された。

### 服飾
仕立屋スタジオジブリ
プライムゲートが、スタジオジブリとGHIBLIブランドの洋服および服飾小物の企画・製造・販売のライセンス契約を締結し、2004年から販売開始したメンズブランド。イメージモデルは、『紅の豚』の主人公であるポルコ・ロッソ。本物志向の40歳代以上の男性がターゲットである。

## 作品

### 長編アニメーション映画
| #  | タイトル                      | 公開日         | 監督                               |
| -- | ----------------------------- | -------------- | ---------------------------------- |
| 1  | 風の谷のナウシカ              | 1984年3月11日  | 宮崎駿                             |
| 2  | 天空の城ラピュタ              | 1986年8月2日   | 宮崎駿                             |
| 3  | となりのトトロ                | 1988年4月16日  | 宮崎駿                             |
| 4  | 火垂るの墓                    | 1988年4月16日  | 高畑勲                             |
| 5  | 魔女の宅急便                  | 1989年7月29日  | 宮崎駿                             |
| 6  | おもひでぽろぽろ              | 1991年7月20日  | 高畑勲                             |
| 7  | 紅の豚                        | 1992年7月18日  | 宮崎駿                             |
| 8  | 平成狸合戦ぽんぽこ            | 1994年7月16日  | 高畑勲                             |
| 9  | 耳をすませば                  | 1995年7月15日  | 近藤喜文                           |
| 10 | もののけ姫                    | 1997年7月12日  | 宮崎駿                             |
| 11 | ホーホケキョ となりの山田くん | 1999年7月17日  | 高畑勲                             |
| 12 | 千と千尋の神隠し              | 2001年7月20日  | 宮崎駿                             |
| 13 | 猫の恩返し                    | 2002年7月20日  | 森田宏幸                           |
| 14 | ハウルの動く城                | 2004年11月20日 | 宮崎駿                             |
| 15 | ゲド戦記                      | 2006年7月29日  | 宮崎吾朗                           |
| 16 | 崖の上のポニョ                | 2008年7月19日  | 宮崎駿                             |
| 17 | 借りぐらしのアリエッティ      | 2010年7月17日  | 米林宏昌                           |
| 18 | コクリコ坂から                | 2011年7月16日  | 宮崎吾朗                           |
| 19 | 風立ちぬ                      | 2013年7月20日  | 宮崎駿                             |
| 20 | かぐや姫の物語                | 2013年11月23日 | 高畑勲                             |
| 21 | 思い出のマーニー              | 2014年7月19日  | 米林宏昌                           |
| 22 | レッドタートル ある島の物語   | 2016年9月17日  | マイケル・デュドク・ドゥ・ヴィット |
| 23 | 劇場版 アーヤと魔女           | 2021年8月27日  | 宮崎吾朗                           |
| 24 | 君たちはどう生きるか          | 2023年7月14日  | 宮﨑駿                             |

### テレビアニメーション
| # | タイトル     | 放映日         | 監督     |
| - | ------------ | -------------- | -------- |
| 1 | 海がきこえる | 1993年5月5日   | 望月智充 |
| 2 | ギブリーズ   | 2000年4月8日   | 百瀬義行 |
| 3 | アーヤと魔女 | 2020年12月30日 | 宮崎吾朗 |

### 短編アニメーション映画
| #  | タイトル                        | 公開年 | 監督         |
| -- | ------------------------------- | ------ | ------------ |
| 1  | On Your Mark                    | 1995年 | 宮崎駿       |
| 2  | フィルムぐるぐる                | 2001年 | 宮崎駿       |
| 3  | くじらとり                      | 2001年 | 宮崎駿       |
| 4  | コロの大さんぽ                  | 2002年 | 宮崎駿       |
| 5  | めいとこねこバス                | 2002年 | 宮崎駿       |
| 6  | 空想の空飛ぶ機械達              | 2002年 | 宮崎駿       |
| 7  | 空想の機械達の中の破壊の発明    | 2002年 | 庵野秀明     |
| 8  | ギブリーズ episode2             | 2002年 | 百瀬義行     |
| 9  | ポータブル空港                  | 2004年 | 百瀬ヨシユキ |
| 10 | space station No.9              | 2005年 | 百瀬ヨシユキ |
| 11 | 空飛ぶ都市計画                  | 2005年 | 百瀬ヨシユキ |
| 12 | 水グモもんもん                  | 2006年 | 宮崎駿       |
| 13 | 星をかった日                    | 2006年 | 宮崎駿       |
| 14 | やどさがし                      | 2006年 | 宮崎駿       |
| 15 | ジュディ・ジェディ              | 2006年 | 百瀬ヨシユキ |
| 16 | ちゅうずもう                    | 2010年 | 山下明彦     |
| 17 | パン種とタマゴ姫                | 2010年 | 宮崎駿       |
| 18 | たからさがし                    | 2011年 | 不在         |
| 19 | 毛虫のボロ                      | 2018年 | 宮崎駿       |
| 20 | 禅 グローグーとマックロクロスケ | 2022年 | 近藤勝也     |

### 長編実写映画
| # | タイトル                         | 公開日        | 監督     |
| - | -------------------------------- | ------------- | -------- |
| 1 | 式日                             | 2000年12月7日 | 庵野秀明 |
| 2 | サトラレ TRIBUTE to a SAD GENIUS | 2001年3月17日 | 本広克行 |

### 短編実写映画
| # | タイトル                  | 公開年 | 監督     |
| - | ------------------------- | ------ | -------- |
| 1 | 巨神兵東京に現わる        | 2012年 | 樋口真嗣 |
| 2 | 巨神兵東京に現わる 劇場版 | 2012年 | 樋口真嗣 |

### テレビCM
- 日本テレビ放送網『そらいろのたね』（1992年）
- アサヒ飲料『旨茶』（2001年）
- りそなグループ『ひびきが丘物語』（2003年）
- ハウス食品『おうちで食べよう。』（2004年）
- 読売新聞企業テレビCM（2004年 - ）
- 日清製粉グループ本社企業テレビCM（2010年 - ）
- 丸紅新電力『鳥獣戯画』（2016年）
- 伊藤園『となりのおにぎり君』（2016年）
- ジブリパーク企業テレビCM（2022年、2024年）

### ラジオ番組
- 『鈴木敏夫のジブリ汗まみれ』（2007年 - ）

### その他
- 『金曜ロードショー』オープニング映像（1997年 - 2009年）
- 『香取慎吾の特上!天声慎吾』オープニング映像（2003年）
- 『24時間テレビ 「愛は地球を救う」』チャリTシャツデザイン（2006年、2010年、2024年）
- 『堀田善衞展 スタジオジブリが描く乱世。』（2008年）
- 『piece』プロモーションビデオ（2009年）
- 『キュッキュの大冒険』（2011年）
- 『風になって、遊ぼう。～ジブリパークのある愛知～』（2022年）

### 制作協力
スタジオジブリも一アニメーション制作会社であり、常に映画を制作しているわけではない。そのため、様々なアニメーションの下請けとしてクレジットされることもある。

#### 長編アニメーション映画
- グループ・タック『ストリートファイターII MOVIE』（1994年）
- 東京ムービー『ルパン三世 くたばれ!ノストラダムス』（1995年）
- 東映アニメーション『美少女戦士セーラームーンSuperS セーラー9戦士集結!ブラック・ドリーム・ホールの奇跡』（1995年）
- 東映アニメーション『ドラゴンボール 最強への道』（1996年）
- ぎゃろっぷ『こちら葛飾区亀有公園前派出所 THE MOVIE』（1999年）
- マッドハウス『劇場版カードキャプターさくら 封印されたカード』（2000年）
- プロダクション・アイジー『イノセンス』（2004年）
- カラー『シン・エヴァンゲリオン劇場版𝄇』（2021年）

#### テレビアニメーション
- ぴえろ『ふしぎ遊戯』（1995年 - 1996年）
- タツノコプロ/ガイナックス『新世紀エヴァンゲリオン』（1995年 - 1996年）
- 葦プロダクション『怪傑ゾロ』（1996年 - 1997年）
- サンライズ『OVERMANキングゲイナー』（2002年 - 2003年）
- ポリゴン・ピクチュアズ『山賊の娘ローニャ』（2014年 - 2015年）

#### 長編実写映画
- ドワンゴ『夢と狂気の王国』（2013年）
- プロダクション・アイジー『ガルム・ウォーズ』（2016年）

#### ゲーム
- タイトー『ガラクタ名作劇場 ラクガキ王国』（2002年）
- バンダイナムコエンターテインメント/プロダクション・アイジー『テイルズ オブ デスティニー』（2006年、2008年）
- レベルファイブ『二ノ国 漆黒の魔導士』（2010年）
- レベルファイブ『二ノ国 白き聖灰の女王』（2011年）

### 他社作品のビデオ化など
- 『人間は何を食べてきたか』（2003年）
- 『柳川堀割物語』（2003年）
- 『キリクと魔女』（2003年）
- 『堀田善衞 時代と人間』（2004年）
- 『漫画映画論』（2005年）
- 『日本その心とかたち』（2005年）
- 『ベルヴィル・ランデブー』（2005年）
- 『映画のどこをどう読むか』（2006年）
- 『王と鳥』（2006年）
- 『春のめざめ』（2007年）
- 『プリンス&プリンセス』（2007年）
- 『キリクと魔女2 4つのちっちゃな大冒険』（2007年）
- 『アズールとアスマール』（2007年）
- 『雪の女王』（2007年）
- 『パンダコパンダ』（2008年）
- 『チェブラーシカ』（2008年）
- 『動物農場』（2008年）
- 『ドキュメント「ルパン三世」とその時代』（2009年）
- 『イリュージョニスト』（2010年）

## 配給・興行収入・観客動員数ランキング
この項目では、過去に公開されたすべてのスタジオジブリ作品の、日本国内における配給収入および興行収入、観客動員数をランキングにして示す。データは、日本映画製作者連盟による。
日本では、1999年まで配給収入が用いられてきたが、2000年から興行収入に切り替わっている。また、2023年現在、日本のアニメーション映画の興行収入トップ10のうち、4作品はスタジオジブリ制作である。
| 順位 | 作品                          | 配給収入  | 興行収入  | 観客動員数 |
| ---- | ----------------------------- | --------- | --------- | ---------- |
| 1    | 千と千尋の神隠し              |           | 316.8億円 | 2350万人   |
| 2    | もののけ姫                    | 117.6億円 | 201.8億円 | 1420万人   |
| 3    | ハウルの動く城                |           | 196.0億円 | 1500万人   |
| 4    | 崖の上のポニョ                | 155.5億円 | 1200万人  |            |
| 5    | 風立ちぬ                      | 120.2億円 | 810万人   |            |
| 6    | 君たちはどう生きるか          | 94.0億円  |           |            |
| 7    | 借りぐらしのアリエッティ      | 92.6億円  | 750万人   |            |
| 8    | ゲド戦記                      | 78.4億円  | 588万人   |            |
| 9    | 猫の恩返し                    | 64.8億円  | 550万人   |            |
| 10   | 紅の豚                        | 28.0億円  | 54.0億円  | 304万人    |
| 11   | 平成狸合戦ぽんぽこ            | 26.3億円  | 44.7億円  | 325万人    |
| 12   | コクリコ坂から                |           | 44.6億円  | 355万人    |
| 13   | 魔女の宅急便                  | 21.5億円  | 43.0億円  | 264万人    |
| 14   | 思い出のマーニー              |           | 35.3億円  | 250万人    |
| 15   | おもひでぽろぽろ              | 18.7億円  | 31.8億円  | 216万人    |
| 16   | 耳をすませば                  | 18.5億円  | 31.5億円  | 208万人    |
| 17   | かぐや姫の物語                |           | 24.7億円  | 185万人    |
| 18   | ホーホケキョ となりの山田くん | 7.9億円   | 15.6億円  | 115万人    |
| 19   | 風の谷のナウシカ              | 7.4億円   | 14.8億円  | 91万人     |
| 20   | となりのトトロ/火垂るの墓     | 5.9億円   | 11.7億円  | 80万人     |
| 21   | 天空の城ラピュタ              | 5.8億円   | 11.6億円  | 77万人     |
| 22   | 劇場版 アーヤと魔女           |           | 3.0億円   |            |
| 23   | レッドタートル ある島の物語   | 0.9億円   |           |            |

- 『海がきこえる』 - 視聴率17.4%
- 『アーヤと魔女』 - 視聴率6.1%

## キャッチコピー
キャッチコピーの制作は、ナウシカ・ラピュタまでは、宣伝プロデューサーの徳山雅也が行っていた。『となりのトトロ』以降は、同作で主人公の父役を務めた糸井重里が行っていた。2008年の『崖の上のポニョ』以降は、『レッドタートル』を除いてプロデューサーの鈴木敏夫が制作している。
- 『風の谷のナウシカ』 - 「少女の愛が奇跡を呼んだ。」
- 『天空の城ラピュタ』 - 「ある日、少女が空から降ってきた…」
- 『となりのトトロ』 - 「このへんないきものは、まだ日本にいるのです。たぶん。」
- 『火垂るの墓』 - 「4歳と14歳で、生きようと思った。」
- 『魔女の宅急便』 - 「おちこんだりもしたけれど、私はげんきです。」
- 『おもひでぽろぽろ』 - 「私はワタシと旅にでる。」
- 『紅の豚』 - 「カッコイイとは、こういうことさ。」
- 『海がきこえる』 - 「高知・夏・17歳 ぼくと里伽子のプロローグ。」
- 『平成狸合戦ぽんぽこ』 - 「タヌキだってがんばってるんだよォ。」
- 『耳をすませば』 - 「好きなひとが、できました。」
- 『もののけ姫』 - 「生きろ。」
- 『ホーホケキョ となりの山田くん』 - 「家内安全は、世界の願い。」
- 『千と千尋の神隠し』 - 「トンネルのむこうは、不思議の町でした。」
- 『猫の恩返し』 - 「猫になっても、いいんじゃないッ？」
- 『ハウルの動く城』 - 「ふたりが暮らした。」
- 『ゲド戦記』 - 「見えぬものこそ。」
- 『崖の上のポニョ』 - 「生まれてきてよかった。」
- 『借りぐらしのアリエッティ』 - 「人間に見られてはいけない。」
- 『コクリコ坂から』 - 「上を向いて歩こう。」
- 『風立ちぬ』 - 「生きねば。」
- 『かぐや姫の物語』 - 「姫の犯した罪と罰。」
- 『思い出のマーニー』 - 「あなたのことが大すき。」
- 『レッドタートル ある島の物語』 - 「どこから来たのか どこへ行くのか いのちは？」
- 『アーヤと魔女』 - 「わたしはダレの言いなりにもならない。」
- 『君たちはどう生きるか』 - 「友だちを見つけます。」

## 評価

### 日本国内での評価
日経BPコンサルティングが、2001年から毎年実施しているブランド・ジャパンのコンシューマー市場調査結果によると、スタジオジブリは2002年から2006年まで、消費者から最も評価されているブランド部門の上位5位以内に毎年ランクされていた。共感するブランド部門では、2002年から5年連続で1位に選ばれている。
- 2002年 - 第3位
- 2003年 - 第4位
- 2004年 - 第5位
- 2005年 - 第2位
- 2006年 - 第1位
- 2007年 - 第12位
- 2008年 - 第2位
- 2009年 - 第4位
- 2010年 - 第3位
- 2011年 - 第8位
- 2012年 - 第12位
- 2013年 - 第5位
- 2014年 - 第3位
- 2015年 - 第4位
- 2016年 - 第12位
- 2017年 - 第1位
- 2018年 - 第2位
- 2019年 - 第15位
- 2020年 - 第11位
- 2021年 - 第13位
- 2022年 - 第33位
- 2023年 - 第19位

電通ヤング・アンド・ルビカムが、2007年に実施したブランドに関する世界最大の消費者調査ブランド・エナジーのパワーランキングにおいて、スタジオジブリは2位に選ばれた。

### 日本国外での作品公開と評価
作品がベルリン国際映画祭の金熊賞やアカデミー賞の長編アニメーション賞を受賞し、スタジオにもヴェネツィア国際映画祭の金オゼッラ賞や、カンヌ国際映画祭の名誉パルム・ドールが授与されるなど（後述）、国際的にも高い評価を受けているスタジオジブリであるが、そこに至る道のりは平坦ではなく、現在もその評価は一様ではない。
スタジオジブリ作品は早くから日本国外の映画祭に何度も出品したが、一般大衆レベルでスタジオジブリ作品が早くから受容されていたのは香港である。1987年に『天空の城ラピュタ』が『天空之城』のタイトルで公開され、興行収入はその年の香港における外国語映画2位となる、1300万香港ドルのヒットとなった。1988年には『風の谷のナウシカ』が『風之谷』のタイトルで1070万香港ドル、同年に『となりのトトロ』が『龍猫』のタイトルで1100万香港ドルの興行収入を挙げた。いずれも、1997年時点で香港における日本映画の上位に食い込む好成績だった。以後も『魔女の宅急便』が『魔女宅急便』のタイトルで1990年に公開されるなど、スタジオジブリ作品は香港で上映されていった。
その後、スタジオジブリ作品はニューヨーク近代美術館などで回顧展が開かれたり、『千と千尋の神隠し』が映画批評を集計するサイトRotten Tomatoesでほぼパーフェクトに近い点を記録したり、同作がアカデミー賞の長編アニメーション賞を受賞したり、国際的なフランス人漫画家メビウスが自分の娘に「ナウシカ」と命名したりと高い評価を受ける一方、『ゲド戦記』の原作者で小説家でもあるアーシュラ・K・ル＝グウィンは、本作の原作改変部分やディティールの弱い絵などに強い違和感を示した。
フランスでも宮崎駿監督作品の正式な紹介は遅れ、1993年のアヌシー国際アニメーション映画祭では、『紅の豚』が長編部門の作品賞を受けるものの、1995年の劇場公開では興行的に惨敗した。
アメリカ合衆国にも『風の谷のナウシカ』が輸出されているが、配給権を得たのは低予算C級映画で知られるロジャー・コーマン配下の会社であった。116分の本編は95分にカット、ストーリーも大幅に改竄されて、『Warriors of the Wind』と題してアメリカ合衆国内で短い期間劇場公開されたのちにビデオで販売され、さらにはヨーロッパ各国にも転売された。この『Warriors of the Wind』は、宮崎監督作品のファンたちの間では悪評が高い。このアメリカ合衆国向け短縮版は宮崎に無断で作成されたものだったが、この一件で宮崎とスタジオジブリは自社作品の輸出に当たってはノーカット公開を要求するようになった。その後のアメリカ合衆国では、1989年に『天空の城ラピュタ』が『Castle in the Sky』のタイトルで小規模な劇場公開があったが、欧米では本格的な劇場公開は行われず、正規ルートでのビデオ発売も遅れたため、不法コピーの海賊版が出回っていた。アメリカ合衆国での興行収入は、スタジオジブリ作品では『借りぐらしのアリエッティ』が1920万ドルで1位、『崖の上のポニョ』が1509万ドルで2位、『千と千尋の神隠し』が1005万ドルで3位となっている。これは公開館数の違いもあるが、『借りぐらしのアリエッティ』のポスターや予告編は、旧来のスタジオジブリ作品に比べてディズニー色が強くなっている。『崖の上のポニョ』公開時から、キャスリーン・ケネディやフランク・マーシャルが英語吹き替え版の製作総指揮を務めるようになった。後述のGKIDSとスタジオジブリの新たな結びつきが生まれる中、『風立ちぬ』はそれまで公開された宮崎監督作品や『借りぐらしのアリエッティ』と同様、ディズニーが北米の配給権を取得している。
2018年に、『となりのトトロ』が北京や上海など中国の約50都市で劇場公開。中国本土で約6000館におよぶ、スタジオジブリ作品初の大規模な上映となった。2019年には、約9000館で『千と千尋の神隠し』が初公開された。
また、2024年には第77回カンヌ国際映画祭において、スタジオジブリが団体で初となる名誉パルム・ドールを受賞。授賞理由として宮﨑駿、高畑勲両名の名前が挙げられた。

#### GKIDSとの関係
アメリカ合衆国で独立系の配給会社GKIDS（2024年からは東宝傘下）とスタジオジブリの関わりは、2011年にニューヨークのIFCセンターで開催された特集上映に始まり、2012年から『コクリコ坂から』の劇場公開と2013年にはビデオ販売が行われた。続いて、2014年に『かぐや姫の物語』が、2015年に『思い出のマーニー』がそれぞれ公開され、2013年にタッチストーン・ピクチャーズで配給された『風立ちぬ』から、2016年にソニー・ピクチャーズ クラシックスで配給された『レッドタートル ある島の物語』まで、4年連続でスタジオジブリ作品がアカデミー賞の長編アニメーション賞にノミネートされた。
北米で、GKIDSは過去のスタジオジブリ作品すべての配給権を保有して、レトロスペクティブ上映を実施。2016年から2017年にかけて『もののけ姫』や、2日間に400館以上で『千と千尋の神隠し』のリバイバル上映が行われ、それまで一般の劇場では上映されていなかった『おもひでぽろぽろ』や『海がきこえる』が初公開された。さらに、2016年からイベント上映を共同で手掛けるファゾム・イベンツとは、毎月1本のスタジオジブリ作品を上映するスタジオジブリ・フェストを、2017年から2019年にかけて毎年開催。2日から3日間の日程で、『天空の城ラピュタ』は648館、『風の谷のナウシカ』は751館、『魔女の宅急便』は753館で公開されるなど、吹き替え版と字幕版の両方が上映されている。
2017年より、GKIDSは北米で、それまでディズニーによってビデオが販売されていたスタジオジブリ作品の再発売を開始した。アメリカ合衆国外では、フランスなどで引き続きディズニーによってスタジオジブリ作品の流通が手掛けられた。

#### ワイルドバンチとの関係
2016年にスタジオジブリと『レッドタートル ある島の物語』を共同制作したワイルドバンチは2020年、フランスにおけるスタジオジブリ作品のすべての権利を取得した。新作である『アーヤと魔女』も含まれる。フランスでスタジオジブリ作品をリリースしていたディズニーのライセンス契約は、失効した。ワイルドバンチは、これまでにもスタジオジブリ作品の海外販売を担当していた。

## 備考

### 動画配信
2019年まで、スタジオジブリはインターネットでの動画配信に消極的だったが、動画配信サービスの爆発的な普及を受け、動画配信サービス会社と組むことで今までDVD購入または海賊版での鑑賞手段しかなかった海外におけるスタジオジブリ作品の認知度向上にもつながると判断した。
2019年、GKIDSはアメリカ合衆国において、ワーナーメディアのHBO Maxとスタジオジブリ作品のストリーミング配信における独占契約を締結したと発表した。サービスが開始される2020年から、21作品が配信されている。GKIDSは2019年より北米で、Maxと同じ21作品のダウンロード販売を開始した。販売されるプラットフォームはAmazon.com、Apple TV、Google Play、ソニー、マイクロソフト、Fandango at Home、ファンダンゴ・メディアである。
2020年に、Netflixはフランスのワイルドバンチより、アメリカ合衆国と日本を除く世界約191か国での配信権を獲得。同年2月から4月にかけて、21作品を順次配信すると発表した。
2022年、スタジオジブリはディズニー傘下のルーカスフィルムとの共同による短編アニメーション映画『禅 グローグーとマックロクロスケ』を制作したことを発表し、同年11月より定額制動画配信サービスのDisney+にて配信を開始した。同作が配信される国と地域に日本も含まれるため、他社との共同制作ながらも、スタジオジブリ作品が日本の動画配信サービスで配信される、初めての事例となった。
2023年、ロシアの国営通信社であるタス通信は、同国の動画配信サイトのキノポイスクなどで配信されているスタジオジブリ作品が、同年6月以降は同国内で配信視聴できなくなることを報じた。2022年に開始したウクライナ侵攻に伴い、配信権の更新ができなかったものと推測されている。その後、ロシアの配給会社ロシアン・ワールド・ビジョンが一部のスタジオジブリ作品の配給権を獲得し、視聴不可から一転して、継続になる見込みになったとインタファクス通信が報じた。
2024年、MaxとNetflixはスタジオジブリ作品のストリーミング配信契約を延長した。併せて、同スタジオの最新作である『君たちはどう生きるか』も配信予定であることを発表しており、Maxでは同年9月に、Netflixでは同年内にそれぞれ配信する予定。
2024年現在、前述の『禅 グローグーとマックロクロスケ』を除き、日本向けの動画配信サービスではダウンロードとストリーミング共に行われていない。2023年10月に、スタジオジブリが定額制動画配信サービスのHuluを運営している日本テレビ放送網の傘下に入ることを同年9月に発表したが、スタジオジブリ作品が同サービスにて配信される可能性について、スタジオジブリ社長に就任した福田博之は「今のところ現状と何も変わっていない」と述べている。
なお、スタジオジブリ作品のうち、『火垂るの墓』は著作権の権利を新潮社と原作者の野坂昭如が保有しており、スタジオジブリは原作の出版権を保有していない事情から、2024年8月まではインターネットでの動画配信の対象外となっていた。その後、新潮社が独自にライセンスの整理を進めたことで、同作品についてもNetflixが同年9月から日本を除く190か国以上で配信開始した。そして日本でも、2025年7月15日からスタジオジブリ作品として初めて同作品を配信することが同年5月に発表された。

### 声優の配役の特徴
1980年代までは、脇に俳優が起用されることもありつつ、主役級には主に声優事務所に所属する専業声優が起用されていたが、1990年代以降の作品では、主役や主要人物の声はテレビドラマなどで有名な俳優が多く起用されており、これらは往々にしてスタジオジブリ作品の特徴として語られるが、舘野仁美によれば「俳優さんの仕事の中で声の仕事だけが専門化していったのは、1970年代くらいから」であり、宮崎駿や高畑勲は「昔ながらのやり方で役に合う俳優さんを選んでいるだけ」であったという。また、宮崎は特に高畑のキャスティングのセンスには、全幅の信頼を置いていたという。しかし、名前が売れている俳優を起用すればテレビ番組などで勝手に映画の宣伝をしてくれるため、宣伝費や広告費が必然的に浮くからとも鈴木敏夫は述べている。声優の選考に関して、『千と千尋の神隠し』の完成報告記者会見で宮崎は、「自分の中のイメージができあがったあと、プロデューサーが次々に持ってくる声から選んでいる」と答えている。
外国メディアからのインタビューの中では、「日本の女性声優はコケティッシュで男性の気を引きたがっているかのような声の持ち主しかいないので、『ハウルの動く城』の荒地の魔女役について、我々は日本の女性声優をまったく欲しくなかった」と述べている。ドキュメンタリー『「もののけ姫」はこうして生まれた。』では、『風の谷のナウシカ』のナウシカ役などを演じた島本須美が、職業上の仮面を引き剥がせず、宮崎の要求する演技に応えられない様子が収録されている。
『もののけ姫』以後も、役名がクレジットされないキャラクターに、文学座所属の俳優が多く起用される傾向にある。

### 後継者の育成
もともと、スタジオジブリは『風の谷のナウシカ』の商業的な成功をきっかけに設立されたプロダクションであり、当初は同作制作の中心人物であった宮崎や高畑が監督する、長編アニメーション映画の制作を主力事業としていた。そのため、社内では常に宮崎・高畑を頂点にして回っている一面があった。しかし、1990年代の時点で宮崎・高畑両監督ともすでにベテランであり、とりわけ国民的映像作家としての地位を固めていた宮崎の後継者の確保はスタジオジブリの経営にとっては大きな長期的課題の1つであり、比較的早い段階からさまざまな試みがなされていた。スタッフの正社員登用の開始に併せて演出家育成を制度化し、村田和也らを輩出した。
1995年、近藤喜文監督作品『耳をすませば』が公開。近藤はスタジオジブリの設立以前から数多くの宮崎・高畑監督作品を支え、また、当時のスタジオジブリ作画陣の代表格ともいえる敏腕アニメーター・キャラクターデザイナーとして、同作の成功により宮崎・高畑の最良の後継者と認知され、スタジオジブリの内外から大きな期待を集める存在になった。しかし、その近藤は1998年に47歳で病死してしまう。
その後のスタジオジブリでは、長編アニメーション映画で宮崎・高畑の後釜を担える力量を認められた監督候補推として近藤に代わるだけの人材が決定的に不足しており、組織内の人材育成も難航を極めていた。また、それまでも含めて、育成だけではなく外部からも今までに主に若手・中堅世代で注目したクリエイターを何名か監督候補として招いて、制作作業に携わらせているものの、スタジオジブリの社風に馴染めず降板したケースが少なくなかったという。過去には、『天空の城ラピュタ』の次作に企画されていた『アンカー』の押井守、『魔女の宅急便』の片渕須直、『ハウルの動く城』では東映アニメーションから出向していた細田守の降板などが伝えられている。長編実写映画では、『式日』の庵野秀明と『サトラレ TRIBUTE to a SAD GENIUS』の本広克行を制作し、こちらは公開している。
このような状況を指して、庵野は1996年の時点で既に「宮崎におんぶにだっこのスタジオジブリの環境では、後継者は育ちませんよ」と指摘しており、のちには「当のスタジオジブリ経営陣であるはずの鈴木をして、スタジオジブリは宮崎・高畑の2人のためのスタジオであり、人材が育つわけがない」と発言している。鈴木は、スタジオジブリの若手・中堅世代のアニメーター育成のために、テレコム・アニメーションフィルムからベテランアニメーターの大塚康生を招聘したが、その大塚の主なアドバイスは「宮崎の言うことは、右から聞いたら左へ流しなさい。自分の好きなように描け」というものであったといい、前述の近藤はその発言を受け入れたことで頭角を現した1人だったという。近藤没後の2001年、『千と千尋の神隠し』の作画監督を担当した安藤雅司もまた、「ある意味、スタジオジブリを壊していかなくてはいけない」と、スタジオジブリの方法論に従うだけの現状を危惧し、実際に制作中にスタジオジブリの外からアニメーターを積極的に受け入れるなどしていた。
鈴木は2006年、『ゲド戦記』の制作にあたって、当時三鷹の森ジブリ美術館の館長で、それまでアニメーション制作の仕事は実質未経験であった、宮崎の長男の宮崎吾朗を監督に起用する人事を行った。これは鈴木が「前提としてスタジオジブリの今後を考え、当の鈴木を含め宮崎や高畑が高齢であるため」と発表当初のインタビューで述べており、つまりは事実上の後継者の育成の一策として起用したものであると認めている。しかし、この吾朗の監督起用については、宮崎と鈴木の意見が真っ向から対立しており、2010年にも鈴木は質疑応答の中で「宮崎はいまだに『ゲド戦記』を吾朗に撮らせたことについて、僕のことを許していないんですよ」と明かしている。
2009年頃からは、宮崎の主導によるスタジオジブリ経営5か年計画がスタート。最初の3年間は若手の起用、最後の2年間は超大作の制作に充てるというプランで、この計画の第1弾としてスタジオジブリ生え抜きの米林宏昌の『借りぐらしのアリエッティ』が、第2弾として吾郎の『コクリコ坂から』が制作された。超大作として『風立ちぬ』が制作され、宮崎は長編映画からの引退を発表。『風立ちぬ』と同年に公開された高畑監督作品『かぐや姫の物語』の取材で、鈴木は「高畑の傑作が生まれたことは嬉しいが、８年かけて自分以外のプロデューサーが生まれた。自分はGMになって後継は西村義明に任せたい」と語っている。2014年には『思い出のマーニー』制作終了後に制作部門が解体され、以降の長編アニメーション映画は、他のアニメーションスタジオと同じようにフリーのアニメーターを作品ごとに集め制作するスタイルに変わり、その最初の作品である『レッドタートル ある島の物語』は、海外のアニメーターであるマイケル・デュドク・ドゥ・ヴィットを監督に抜擢している。
『借りぐらしのアリエッティ』を試写室で観た宮崎の第一声は、「スタジオジブリ育ちの演出がはじめて誕生した」とコメントを寄せている。宮崎・高畑は東映アニメーション出身、他の監督たちも他社からの移籍であり、純粋なスタジオジブリ出身の監督としては米林が初となった。
他方で鈴木は、経営再建中だった徳間書店の傘下から2005年にスタジオジブリが独立した際の資本金が1000万円であったのは、それが宮崎、高畑、鈴木の3人で拠出できる金額であったからで、宮崎・高畑の2人が引退したらスタジオジブリも終わるのが基本という旨のことも述べている。
2016年には、鈴木と鈴木の下で仕事を学んだ石井朋彦により、スタジオジブリ初の公開師弟対談が行われた。

### ロケーション・ハンティング
スタジオジブリでは、制作にあたって多くの作品でロケーション・ハンティングを行ってきた。ただし、それらはあくまで架空世界のイメージを得るためであり、客観的現実世界をなぞった設定を作るためではない。実在の風景もまた、原作に向き合う態度と同様に、インスピレーションを得るための素材に過ぎない。宮崎は、ロケーション・ハンティング中に写真を撮る習慣がないとも言われている。あくまで、自己の両眼で確認した情報・印象を主観的に記憶する思考パターンであるという。
一方で、高畑はリアリズムを重視し、『火垂るの墓』や『平成狸合戦ぽんぽこ』などでは現実舞台に忠実な物語を展開した。

### 日本テレビ放送網の放映権
2010年代まで、スタジオジブリ作品の映像は、日本テレビ放送網が放映権を独占していることや、『魔女の宅急便』からは日本テレビ放送網が出資に加わっている関係などから、日本テレビ系列以外のテレビ局で放映されることは非常に少なかった。しかし、2020年代からは他局でも映像が流されることが増えており、2022年のジブリパーク開園の際には日本テレビ系列や同パークを共同運営している中日新聞系列以外の放送局でも、ニュース報道や特別番組の放映をすることが非常に多かった。
なお、2020年公開の『アーヤと魔女』については、日本放送協会での放映履歴がある。これは、日本放送協会とその子会社であるNHKエンタープライズが同作品の製作に携わっているためであり、この事情から2024年に放映するまで、日本テレビ系列での放映はされなかった。

### 日本共産党人脈
党員ではないが支持者だった高畑勲、党員であった近藤喜文など、日本共産党との関わりを持つ。2020年、ジブリの月刊誌『熱風』に共産党副委員長（当時）の田村智子が登場した。
岡田斗司夫によれば、二馬力事務所を訪れた岡田と山賀博之、庵野秀明、赤井孝美らに向かって宮崎駿は「お前らみたいな奴らはどうせ自民党に入れるんだから、もう本当に若者は共産党に入れろ!」と命じたとのこと。
また徳間康快や氏家斉一郎、渡辺恒雄も共産党経験を持つ。

### 公式Twitterアカウントの開設と閉鎖
2021年、スタジオジブリの公式Twitter（現：X）アカウントが開設された。開設の目的は、当時制作中であった『君たちはどう生きるか』のプロモーションである。開設の翌日には22万人以上のフォロワーを獲得し、スタジオジブリのファンたちからは様々な歓喜の声があがった。この時、最初の投稿には以下のように綴られた。
『君たちはどう生きるか』の制作状況や、ジブリパーク開園に向けての情報発信、スタジオジブリ作品の関連画像の提供、また、スタジオジブリに関する日常風景を写した写真、さらには金曜ロードショーとのコラボ企画など、様々な投稿があげられていたが、『君たちはどう生きるか』公開後の2023年、同アカウントを閉鎖すると発表し、同年11月にアカウントが完全に削除された。この時、最後の投稿には以下のように綴られた。

## 歴代社長・経営者
| 期間       | 期間       | 会長/議長 | 社長     | 経営者   | プロデューサー | 副社長 |
| ---------- | ---------- | --------- | -------- | -------- | -------------- | ------ |
| 1985年06月 | 1991年07月 |           | 徳間康快 | 原徹     |                |        |
| 1991年07月 | 2000年09月 | 鈴木敏夫  | 徳間康快 |          |                |        |
| 2000年09月 | 2001年01月 | 鈴木敏夫  | 牧田謙吾 |          |                |        |
| 2001年01月 | 2005年03月 | 鈴木敏夫  | 松下武義 |          |                |        |
| 2005年04月 | 2008年01月 | 鈴木敏夫  |          |          |                |        |
| 2008年02月 | 2017年11月 | 星野康二  | 鈴木敏夫 |          |                |        |
| 2017年11月 | 2021年02月 | 星野康二  | 鈴木敏夫 | 中島清文 |                |        |
| 2021年02月 | 2023年03月 | 星野康二  | 星野康二 |          |                |        |
| 2023年04月 | 2023年09月 |           | 鈴木敏夫 |          |                |        |
| 2023年10月 | 現職       | 鈴木敏夫  | 福田博之 | 中島清文 |                |        |

スタジオジブリは、1997年に徳間書店に吸収合併された。徳間書店は社内カンパニー制を導入していたため、スタジオジブリは徳間書店の一カンパニーとなった。その後、徳間書店は1999年に事業部制を導入したため、スタジオジブリは徳間書店の一事業本部となった。徳間書店から分離・独立した2005年からは、再び株式会社となった。

## 関連人物

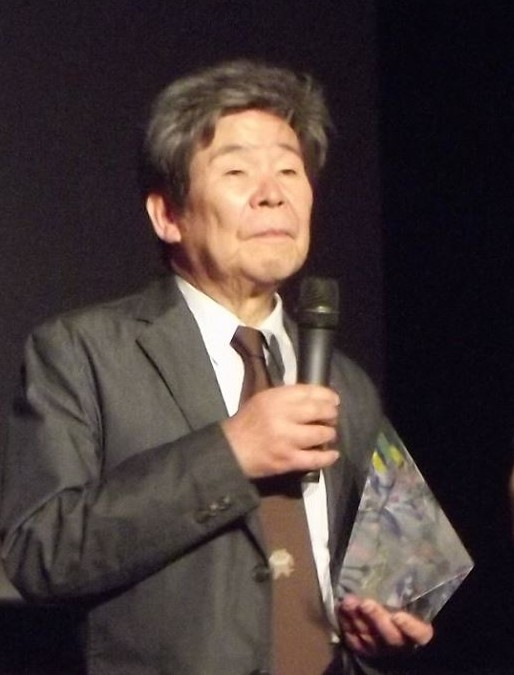
高畑勲

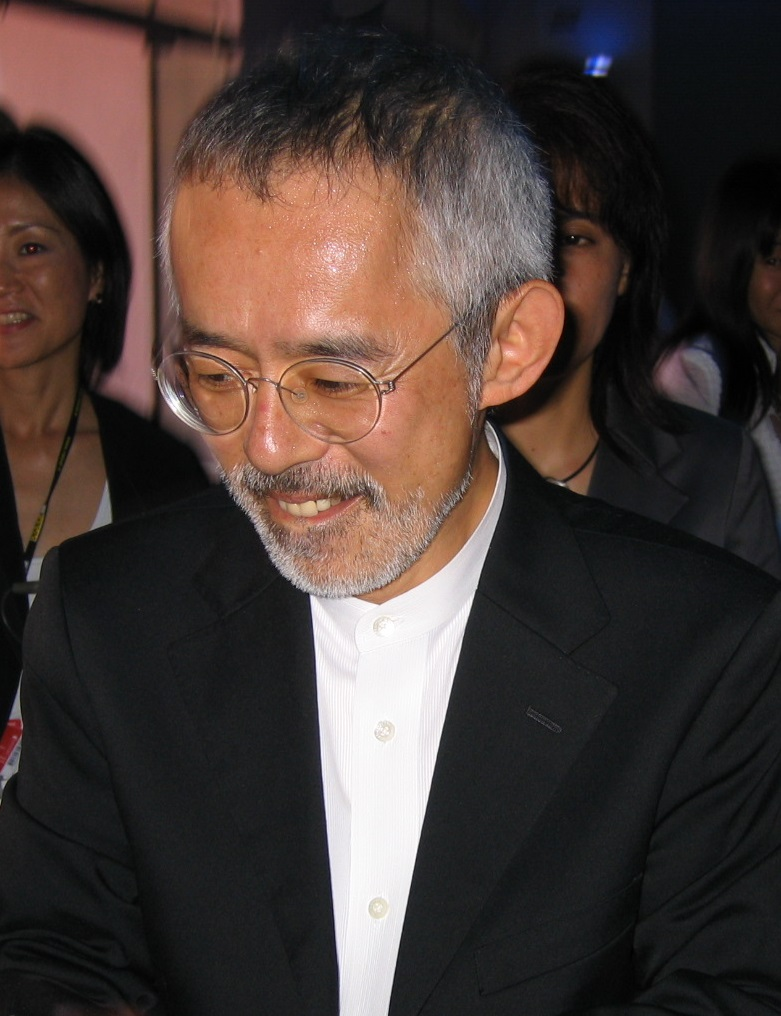
鈴木敏夫

### 監督・アニメーター
- 宮崎駿
- 高畑勲
- 望月智充
- 近藤喜文
- 百瀬義行
- 森田宏幸
- 宮崎吾朗 - 宮崎の長男。
- 米林宏昌
- マイケル・デュドク・ドゥ・ヴィット
- 安藤雅司
- 小西賢一
- 細田守
- 庵野秀明
- 近藤勝也
- 金田伊功
- 大平晋也
- 佐藤好春
- 稲村武志
- 山下明彦
- 田中敦子
- 河口俊夫
- 高坂希太郎
- 吉田健一
- 名倉靖博
- 須藤典彦
- 大塚雅彦
- 村田和也
- 宮地昌幸
- 笹木信作
- 二木真希子
- 大塚伸治
- 賀川愛
- 田辺修
- 舘野仁美

### 美術・彩色
- 男鹿和雄
- 保田道世
- 山本二三
- 野崎俊郎
- 武重洋二
- 吉田昇
- 田中直哉
- 高屋法子
- 増山修

### 撮影
- 奥井敦

### 音響・録音
- 斯波重治
- 浅梨なおこ
- 浦上靖夫
- 若林和弘
- 木村絵理子
- 笠松広司

### 製作・制作
- 鈴木敏夫
- 星野康二
- 徳間康快
- 原徹
- 西村義明 - 2002年から2014年まで在籍し、2015年にスタジオポノックを設立。
- 木原浩勝
- 志茂文彦
- 高橋望

### その他
- 川上量生 - KADOKAWA取締役、ドワンゴ顧問。ドワンゴに所属しながらスタジオジブリにて見習い。
- 久石譲 - 多くの作品で音楽を担当。
- 瀬山武司 - 多くの作品で編集を担当。
- 糸井重里 - 多くの作品でキャッチコピーを担当。

## 関連展覧会・イベント

### 展覧会
ジブリがいっぱい スタジオジブリ原画展
1996年、日本全国の三越で開催された。『もののけ姫』までの原画が展示され、徳間書店とウォルト・ディズニー・カンパニーとの業務提携およびスタジオジブリ作品の世界進出のニュースが、大きな話題となった。
ジブリがいっぱい スタジオジブリ立体造型物展
2003年、東京都現代美術館で開催された。『ハウルの動く城』までの世界を立体造型物として再現しており、公開当時の新聞記事と一体化したディスプレイが展示された。この展覧会では、22万人以上の動員を記録した。
ジブリの絵職人 男鹿和雄展
2007年から2010年、東京都現代美術館や松坂屋美術館などで開催された。東京都現代美術館では、30万人に迫る動員を記録した。
スタジオジブリ・レイアウト展
2008年から2011年、東京都現代美術館やサントリーミュージアムなどで開催された。『崖の上のポニョ』までの原画やレイアウトが、約1300点が展示された。東京都現代美術館では、12万5000人以上の動員を記録した。
借りぐらしのアリエッティ×種田陽平展
2010年、東京都現代美術館で開催された。
ジブリの動画家 近藤勝也展
2012年、新居浜市立郷土美術館で開催された。
新潟が生んだジブリの動画家 近藤喜文展
2014年、新潟県立万代島美術館で開催された。
ジブリの立体建造物展
2014年、江戸東京たてもの園で開催された。解説は、建築家である藤森照信が担当した。
スタジオジブリ『思い出のマーニー』監督 米林宏昌原画展
2014年、西武池袋本店で開催された。
思い出のマーニー×種田陽平展
2014年、東京都江戸東京博物館で開催された。
この男がジブリを支えた。近藤喜文展
2015年、香川県立ミュージアムで開催された。
ジブリの大博覧会
2015年、愛・地球博記念公園で開催された。この展覧会が、2022年に同公園内に開園したジブリパーク誘致のきっかけとなった。
ジブリの“大じゃない”博覧会
2020年、愛知県美術館で開催された。
アニメージュとジブリ展
2021年、松屋銀座で開催された。
ジブリパークとジブリ展
2022年、長野県立美術館で開催された。
金曜ロードショーとジブリ展
2023年、寺田倉庫で開催された。
高畑勲展―日本のアニメーションを作った男。
2025年、麻布台ヒルズギャラリーで開催された。

### イベント
スタジオジブリ総選挙
2016年、『レッドタートル ある島の物語』の公開を記念したスタジオジブリ総選挙が行われた。イベントは、期間内に同作の公式サイト内の特設ページにて投票を募集し、『風の谷のナウシカ』から『思い出のマーニー』までのスタジオジブリ長編アニメーション映画全21作品の中で、最も得票数が多かった1作品を全国5都市5劇場で上映するという内容である。中間発表では、上位5作品が『風の谷のナウシカ』、『天空の城ラピュタ』、『魔女の宅急便』、『もののけ姫』、『千と千尋の神隠し』であることが発表された。そして、最終結果では『千と千尋の神隠し』が1位に輝き、同作が1週間限定で全国5都市5劇場でリバイバル上映された。なお、2位以下の作品の順位は未発表であるため不明となっている。

一生に一度は、映画館でジブリを。
2020年、「一生に一度は、映画館でジブリを。」と題し、『風の谷のナウシカ』、『もののけ姫』、『千と千尋の神隠し』、『ゲド戦記』の4作品が全国の劇場でリバイバル上映された。初週末の映画ランキングでは上位3位をこれらが独占するなど、新型コロナウイルス感染拡大の中、異例の大ヒットを記録した。

## 関連施設・店舗

### 施設

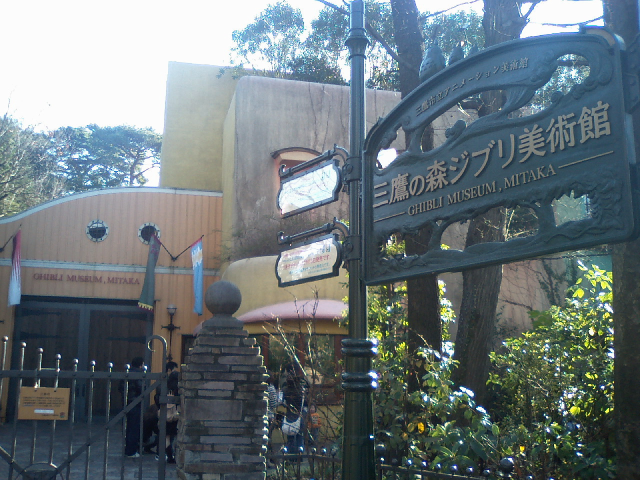
三鷹の森ジブリ美術館
2001年オープン。スタジオジブリの世界を展示している。また、毎年内容が変わる企画展も好評である。

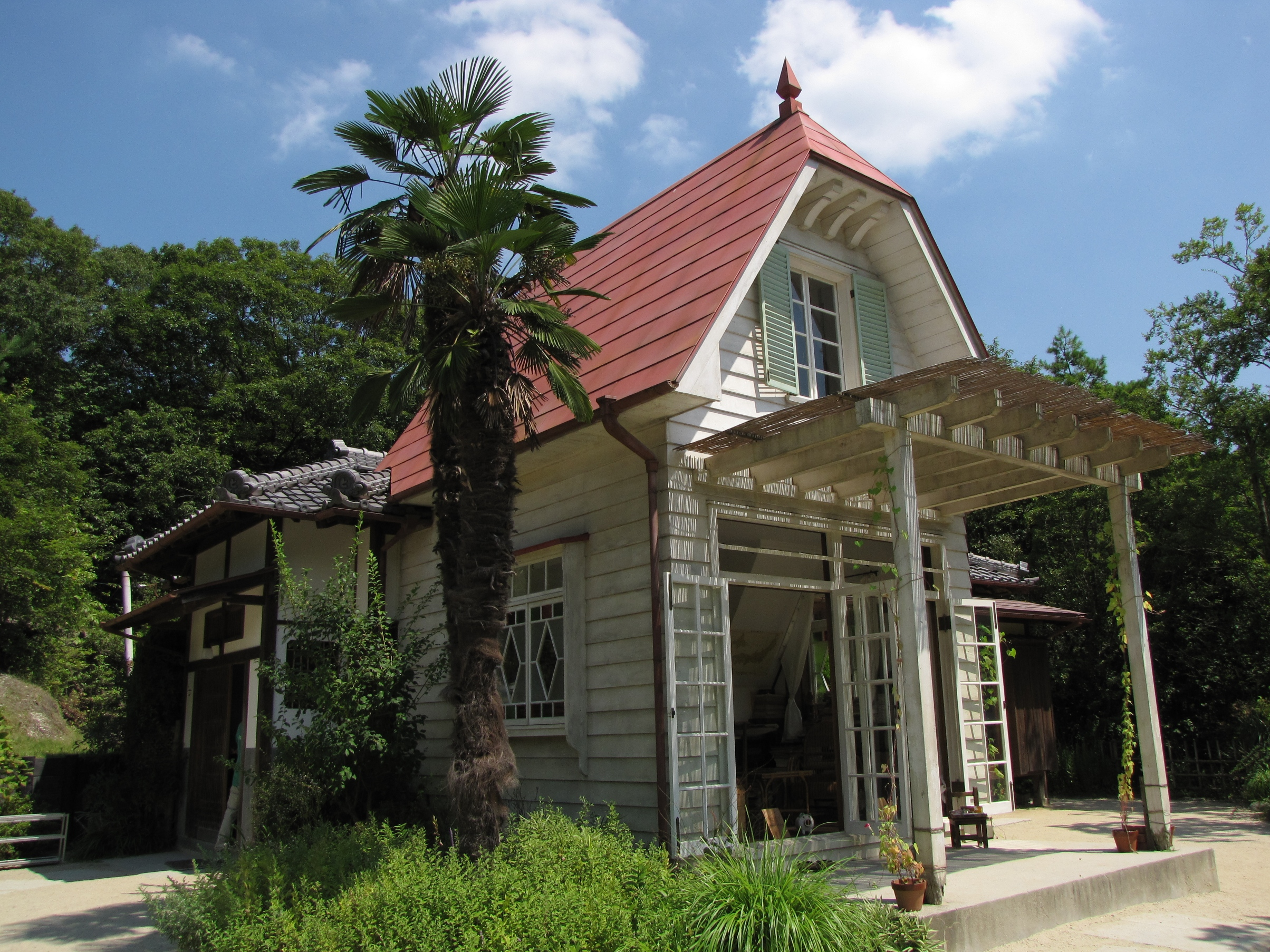
サツキとメイの家
愛・地球博の目玉パビリオンとして、2005年に竣工。『となりのトトロ』の草壁家を忠実に再現している。愛・地球博終了後も会場跡地に整備された愛・地球博記念公園内で引き続き公開されていたが、後述のジブリパークの工事のため、2020年から2022年まで一時公開を中止。その後、ジブリパーク開園と同時に、どんどこ森エリアのメイン施設として公開を再開した。
ジブリパーク

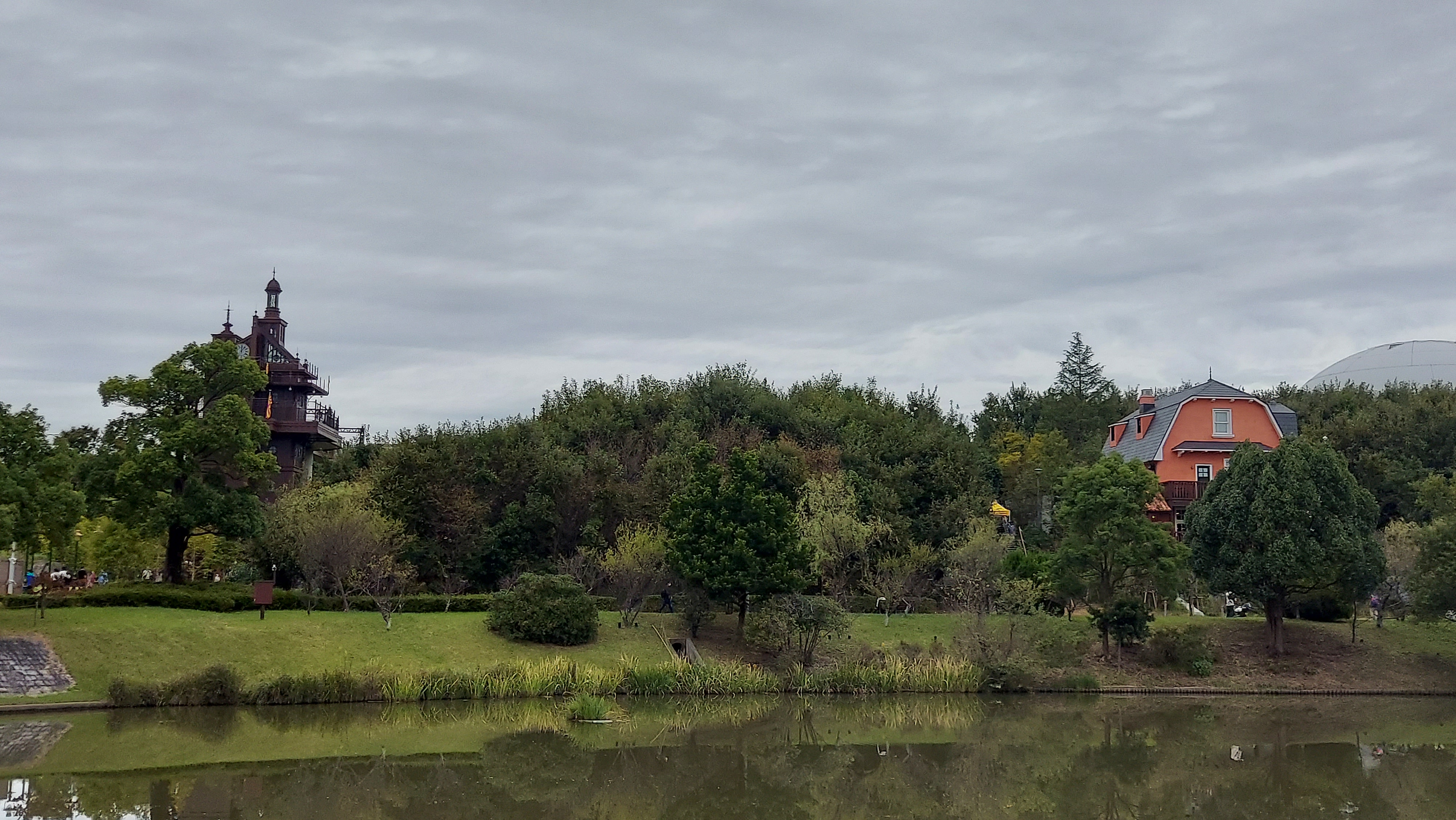
ジブリパーク内の青春の丘エリア

2022年、愛知県長久手市の愛・地球博記念公園内に開園。青春の丘、ジブリの大倉庫、どんどこ森、もののけの里、魔女の谷の5エリアが設けられている。

### 店舗
日本各地に、スタジオジブリグッズを販売する専門店は多数ある。東京駅八重洲口地下の東京キャラクターストリート内に営業するどんぐりガーデン、名古屋市に営業するめっせ、日向市に営業するむさしや、鹿児島市に営業するあみゅの森、高知市や宮崎市などに営業するどんぐり共和国などである。また、金曜ロードショーでスタジオジブリ作品を独占的に放映する日本テレビ放送網のグッズを扱う日テレ屋でも、スタジオジブリグッズが販売されている。
一方で、ゲーマーズやアニメイトではほとんどスタジオジブリグッズが販売されていない。

## スタッフ・OBが独立・起業した会社

### 現在
- スタジオよんどしい - ラインプロデューサーを務めた田中栄子が森本晃司と共に設立。
- 作楽クリエイト - アニメーターを務めた伊藤秀樹が設立。旧法人は2021年に閉鎖し、同年に同社東京スタジオを母体とした同名の新法人が設立されている。
- インスパイアード - 出身である増山修がディレクションズを経て設立。
- スタジオポノック - プロデューサーを務めた西村義明が設立。
- えかきや - 出身である小林美代子が設立。

### 過去
- ムークアニメーション - アニメーターを務めた百瀬義行が熊瀬哲郎と共に設立。